# Pinctada maxima
Pinctada maxima è una specie di mollusco bivalve della famiglia Pteriidae. Si tratta della più grande e più importante ostrica da perla del mondo.

## Descrizione
Pinctada maxima ha una conchiglia di colore beige e priva di marcature radiali; alcune varietà presentano nei pressi dell'umbone colori che possono variare dal verde al marrone scuro e al viola. All'interno lo spesso strato di madreperla mostra al margine una banda di colore dorato o argenteo (che dà il nome di goldlip o silverlip alle varietà coltivate); la valva destra è leggermente più convessa di quella sinistra, che può essere anche piatta. La specie non è provvista di una cerniera a denti.
Pinctada maxima è la specie di Pterioida i cui esemplari raggiungono la massima dimensione: alcuni individui possono arrivare a un diametro di 305 mm e a un peso di 6,3 kg.

## Habitat e distribuzione
Pinctada maxima è diffusa dall'Oceano Indiano al Pacifico e dal Tropico del Cancro al Tropico del Capricorno. È coltivata in Australia, in Indonesia, nelle Filippine, in Malaysia, in Birmania e nell'isola di Okinawa per la produzione delle perle. Pur vivendo fino a 90 m di profondità, l'ambiente ideale per la sua crescita rimane attorno ai 30–40 m sotto la superficie del mare. Gli individui di questa specie possono vivere fino a oltre 40 anni.

## Riproduzione
Le ostriche di questa specie sono ermafrodite, con gli organi sessuali maschili che maturano prima di quelli femminili; i cambi di sesso sono reversibili e sono stati notati in entrambe le direzioni, senza influire sulla morfologia della conchiglia. La maturazione maschile avviene nel primo anno di vita, ad un diametro di circa 110–120 mm.

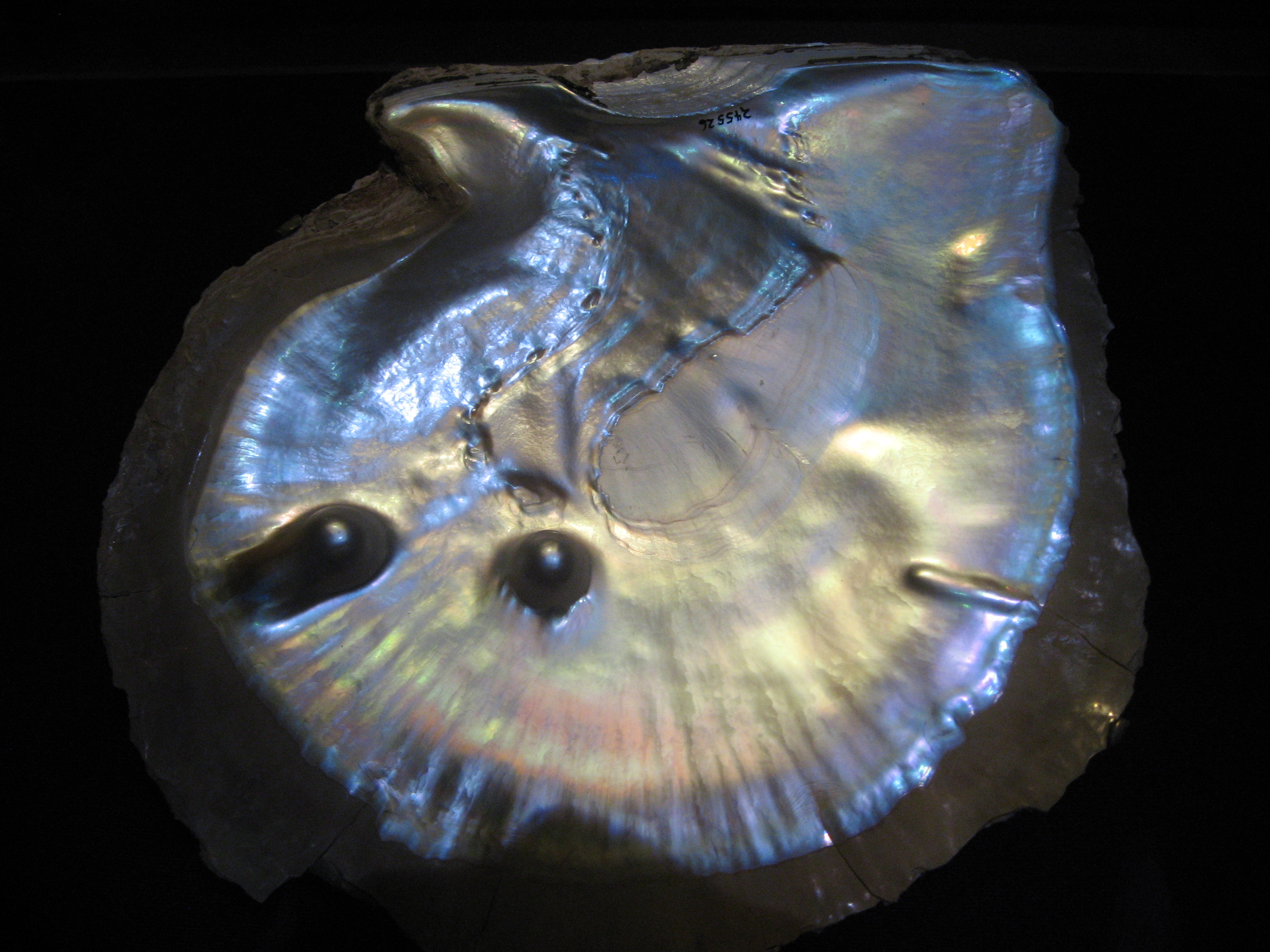
Valva di Pinctada maxima con perle.

La deposizione delle uova è stagionalmente più regolare ai climi più temperati, mentre in acque più calde si possono verificare diverse fasi di deposizione.

## Valore economico
La raccolta delle ostriche di Pinctada maxima e di altre specie affini è stata effettuata per secoli dagli aborigeni dell'Australia e dai pescatori di Sulawesi, allo scopo di scambiarle con altri beni. Nel 1868 il capitano australiano William Banner, navigando nello stretto di Torres, dopo aver incontrato una tribù che faceva sfoggio di monili in madreperla ne costrinse i componenti a consegnare a lui e al suo equipaggio un ingente quantitativo di molluschi.
La presenza delle ostriche da perla nella zona ha presto stimolato la nascita di una fiorente attività di raccolta e vendita, stabilitasi principalmente nelle città di Darwin e Broome. Dopo un rapido declino dell'industria delle perle occorso dopo la seconda guerra mondiale, a partire dagli anni cinquanta del XX secolo in Australia si sviluppò l'ostricoltura, concentrata soprattutto sulla specie Pinctada maxima, che garantiva la produzione di perle più grandi e di migliore qualità.
La coltivazione di Pinctada maxima si è estesa oggi ad altri stati dell'area indo-pacifica, come l'Indonesia, le Filippine, la Malaysia e la Birmania. La coltivazione di questa specie ha inoltre alimentato il mercato della sua carne, considerata una prelibatezza in Cina e consumata anche nei ristoranti australiani d'élite.

## Tassonomia
La specie è stata descritta dallo zoologo marino Henry Lyster Jameson in Proceedings Zoological Society of London, 1901, Volume 1, pp. 372–394.